# International Formula Master 2010
International Formula Master 2010 var tänkt att köras från 22 maj till 19 september. IFM lovade att klassen skulle bli mycket billigare att delta i från och med den här säsongen. Nytt skulle också bli att en "Light"-klass skulle introducerats, där man från 15 år skulle få köra. Eurosport hade skrivit på nytt kontrakt för TV-sändningarna. Den som skulle vinna serien skulle får en gratis testkörning i GP2 Series, och den som skulle bli den så kallade "Rookie of The Year" skulle få köra gratis hela nästa säsong i International Formula Master.
Serien lades ned innan säsongen startade av okänd anledning.

## Tävlingsformat
| Dag    | Pass        | Längd                             |
| ------ | ----------- | --------------------------------- |
| Fredag | Fri träning | 45 minuter                        |
| Lördag | Kval Race 1 | 30 minuter 100km eller 45 minuter |
| Söndag | Race 2      | 75km eller 35 minuter             |

## Kalender

### Testkalender
Alla tester inställda
| Datum   | Bana    |
| ------- | ------- |
| 16 juni | Zolder  |
| 30 juni | Algarve |

### Tävlingskalender
Alla tävlingar inställda.
| Datum             | Bana         |
| ----------------- | ------------ |
| 22-23 maj         | Monza        |
| 19-20 juni        | Zolder       |
| 3-4 juli          | Algarve      |
| 17-18 juli        | Brands Hatch |
| 31 juli-1 augusti | Brno         |
| 4-5 september     | Oschersleben |
| 18-19 september   | Valencia     |